# バスターズ レディーゴー!/キズナ〜ゴーバスターズ!
「バスターズ レディーゴー!/キズナ〜ゴーバスターズ!」は、高橋秀幸（Project.R）の4枚目、および謎の新ユニットSTA☆MENの3枚目のシングル。2012年2月29日に日本コロムビアから発売された。

## 概要
2012年2月26日よりテレビ朝日系列にて放送の特撮テレビドラマ『特命戦隊ゴーバスターズ』主題歌を収録したシングルである。「バスターズ レディーゴー!」は同番組の前期オープニングテーマ（27話まで）。同番組の放送開始日より着うたが先行配信された。「キズナ〜ゴーバスターズ!」は同番組のエンディングテーマとして使用される。
通常盤と限定盤の2種リリースで、限定盤にはCD特製『レンジャーキー』、および『スーパー戦隊バトル ダイスオーDX』対応カードが付属される。

## 制作
楽曲はコンペティションにより決定した。番組自体が従来の作風からの転換を目指していたことから、主題歌も従来の明るい路線からカッコいい路線が目指された。コンペでは王道的なものも多く集まったが、最終的には大石憲一郎によるクールな楽曲が選ばれた。
「バスターズ レディーゴー!」の歌手の選定は、2011年11月23日に行われた。Project.Rのメンバーなど約10人がオーディションに参加し、高橋秀幸が選出される。高橋はデビュー作「炎神戦隊ゴーオンジャー」以来、2度目の「スーパー戦隊シリーズ」オープニングテーマ担当となった。日本コロムビア担当者の高田彩は、東映プロデューサーの武部直美が高橋の中性的な雰囲気のある声を気に入っていたと証言している。

## ライブ・パフォーマンス
高橋はステージで、『特命戦隊ゴーバスターズ』の隊員と同じ制服を着用し、彼らの変身アイテムであるサングラスをかけて歌う。ただし、制服の色は『ゴーバスターズ』の隊員とは異なり、高橋の制服には「Project.R」のロゴが入っている。

## 収録曲
（全作詞：藤林聖子 / 作曲：大石憲一郎 / 編曲：Project.R（大石憲一郎））
1. バスターズ レディーゴー! [3:58]
歌：高橋秀幸（Project.R）
ギター：IMAJO（サイキックラバー）[10] / ベース：田中良輔[10]
2. キズナ〜 ゴーバスターズ! [4:02]
歌：謎の新ユニットSTA☆MEN
「スーパー戦隊シリーズ」エンディングテーマにおいて、声優ユニットの起用は今作が初となる[14]。
3. バスターズ レディーゴー!（オリジナル・カラオケ）
4. キズナ〜 ゴーバスターズ!（オリジナル・カラオケ）